# Deelobject
In de categorietheorie, een deelgebied van de wiskunde, is een deelobject, ruwweg gesproken, een object dat deel uitmaakt van een ander object in dezelfde categorie. De notie van een deelobject is de veralgemening van de oudere concepten van een deelverzameling uit de verzamelingenleer en van een deelgroep uit de groepentheorie. Aangezien de werkelijke structuur van objecten in de categorietheorie niet van belang is, hangt de definitie van een deelobject af van een morfisme, dat beschrijft hoe precies een object 'deel uitmaakt' van een ander object, dit in plaats van te vertrouwen op het gebruik van elementen.
Laat {\displaystyle A} een object zijn van een bepaalde categorie. Gegeven twee monomorfismen 
{\displaystyle u:S\rightarrow A} en
{\displaystyle v:T\rightarrow A}
met codomein {\displaystyle A}, zeg dat {\displaystyle u\leq v} als er een {\displaystyle w} is, zodat {\displaystyle u=w\circ v}. De tweeplaatsige relatie ≡ is gedefinieerd door 
{\displaystyle u\equiv v} dan en slechts dan als {\displaystyle u\leq v} en {\displaystyle v\leq u}
is een equivalentierelatie op de monomorfismen met codomein {\displaystyle A}, en de overeenkomstige equivalentieklassen van deze monomorfismen zijn de deelobjecten van {\displaystyle A}. De collectie van monomorfismen met codomein {\displaystyle A} onder de relatie ≤ vormen een pre-orde, maar de definitie van een deelobject zorgt ervoor dat de collectie van deelobjecten van {\displaystyle A} een partiële orde is. De collectie van deelobjecten van een object kan in feite een eigenlijke klasse zijn. Dit betekent dat deze discussie ietwat vaag is. Als de deelobject-collectie van elk object een verzameling is, wordt de categorie 'goed-aangedreven' genoemd.
Het duale concept van een deelobject is een quotiëntobject. Vervang om quotiëntobject te definiëren de monomorfismen hierboven door epimorfismen en draai de pijlen om.